# Abborrtjärnen (Nysätra socken, Västerbotten, 714106-174301)
Abborrtjärnen är en sjö i Robertsfors kommun i Västerbotten och ingår i Kålabodaåns huvudavrinningsområde. Sjön har en area på 0,0635 kvadratkilometer och ligger 110,4 meter över havet. Sjön avvattnas av vattendraget Abborrtjärnsbäcken.

## Delavrinningsområde
Abborrtjärnen ingår i det delavrinningsområde (713984-174510) som SMHI kallar för Mynnar i Kålabodaån. Medelhöjden är 67 meter över havet och ytan är 10,23 kvadratkilometer. Det finns inga avrinningsområden uppströms utan avrinningsområdet är högsta punkten. Abborrtjärnsbäcken som avvattnar avrinningsområdet har biflödesordning 2, vilket innebär att vattnet flödar genom totalt 2 vattendrag innan det når havet efter 19 kilometer. Avrinningsområdet består mestadels av skog (62 procent) och jordbruk (17 procent). Avrinningsområdet har 0,06 kvadratkilometer vattenytor vilket ger det en sjöprocent på 0,6 procent.